# 쿠사부에 미츠코
쿠사부에 미츠코(일본어: 草笛 光子, 1933년 10월 22일 ~ )는 일본의 배우이다.

## 출연 작품
- 지겐 다이스케 (2023) - 야구치 치하루 역
- 할머니 로드 (2018)
- 거대한 악은 잠들지 않아 특수검사의 역습 (2016)
- 운명을, 닮은 사랑 (2016)
- 보통이 제일 -작가 후지사와 슈헤이 아버지의 한마디- (2016)
- 사나다마루 (2016)
- 0.5미리 (2014)
- SAKURA 사건을 듣는 여자 (2014)
- 텐 노 시즈쿠 (2013)
- 수사지도의 여자 (2012)
- 홈 사랑의 다다미방 카와 나고 (2012)
- 행복의 노란 손수건 (2011)
- 무사의 가계부 (2010)
- 지지 않는 태양 (2009)
- 결혼 못하는 남자 (2006)
- 이누가미가의 일족 (2006)
- 눈에게 바라는 것 (2005)
- 미녀 또는 야수 (2003)
- 시베리아 초특급 2 (2001)
- 아구리 (1997)
- 소레카라 (1985)
- 미야모토 무사시 (1984)
- 행복 (1981)
- 불새 (1978)
- 여왕벌 (1978)
- 악마의 노래 (1977)
- 옥문도 (1977)
- 만가 (1976)
- 이누가미 일족 (1976)
- 흐트러진 구름 (1967)
- 여자 안의 타인 (1966)
- 청춘은 무엇인가 (1965)
- 일본 제일의 허풍쟁이 (1964)
- 흐트러지다 (1964)
- 일본 무책임한 놈 (1962)
- 추신구라 - 47로닌 (1962)
- 방랑기 (1962)
- 도련님 (1960)
- 코코 니 이즈미 아리 (1955)

## 같이 보기
- 아쿠타가와 류노스케 - 미츠코의 시부